# Michael Halliday
Michael Alexander Kirkwood Halliday (també conegut com a M.A.K. Halliday) (Leeds, 13 d'abril de 1925 - Sidney, Austràlia, 15 d'abril del 2018) fou un lingüista anglès conegut per haver desenvolupat una teoria gramatical coneguda com a Gramàtica sistèmica funcional o Lingüística sistèmica funcional [SFL].

## Gramàtica sistèmica funcional
La Gramàtica sistèmica funcional es una forma de descripció gramatical iniciada per Michael Halliday. Forma part de l'aproximació semiòtica a la llengua, anomenada lingüística funcional. En ambdós casos, "sistèmica" es refereix a l'observació de la llengua com a "xarxa de sistemes o conjunts interrelacionats d'opcions de significat"; "funcional" es refereix a la creença de Halliday que la llengua és com és perquè ha evolucionat d'una determinada manera (vegeu Metafunció). Així, quan es refereix a l'arquitectura multidimensional del llenguatge "reflecteix la naturalesa multidimensional de l'experiència humana i les relacions interpersonals".

## Pensament
La seva obra impulsà un viratge cap a l'estudi d'un nou tipus de coneixement. En comptes de qüestionar-se respecte de com ha d'operar el cervell per produir o per comprendre la parla, el focus se situa en com les persones saben com comportar-se lingüísticament. La llengua és l'element central del procés perquè l'intercanvi lingüístic amb el grup és el que determina la posició dels individus i els configura com a persones.
Per a Halliday el concepte de sociolingüística implica la reunió de dues ideologies, la social i la lingüística en un punt propi que és una «sociosemàntica». L'autor adopta una concepció funcional de la llengua que implica centrar-se en el que la llengua pot fer i en el que cada parlant pot fer amb ella. S'explica què és la llengua en funció de les seves utilitats. Halliday s'oposa a la idea d'«adquisició de la llengua» i és partidari de la noció de «desenvolupament» i considera que les opcions que tenen lloc en la gramàtica de qualsevol llengua deriven de tres funcions: la funció ideacional és la funció de contingut del llenguatge, és la codificació de la pròpia experiència del parlant; la funció interpersonal és la funció participatòria del llenguatge, el parlant mitjançant aquest component es posa en mig del context de situació; i la funció textual és el component que dona la textura al que diu el parlant, expressa la relació del llenguatge amb el seu entorn.
Segons Halliday l'estructura semiòtica d'un tipus de situació pot representar-se a través de tres categories contextuals que poden dur a terme la concreció de les funcions anteriors:
- El camp. És el marc institucional en què es produeix un tros de llenguatge. Inclou el tema i l'activitat del parlant dins d'aquest marc. Es relaciona amb la funció ideacional.
- El mode. És el canal de comunicació adoptat, que inclou no solament un mitjà escrit o un altre parlat, sinó eleccions més detallades. Es relaciona amb la funció textual.
- El tenor funcional. Fa referència a la relació entre els participants, l'estil emprat en aquesta relació i la càrrega emotiva mobilitzada. Es relaciona amb la funció interpersonal.